# Château de Geroldseck
Ne doit pas être confondu avec Château du Grand-Geroldseck ou Château du Petit-Geroldseck.
Le château de Geroldseck est un édifice situé dans la commune française de Niederstinzel, en Moselle.

## Historique
Le château érigé vers 1350 est un bel exemple de Wasserburg (château entouré d'eau).
Les ruines du château, en totalité, avec la motte sont inscrites au titre des monuments historiques par arrêté du 31 juillet 2000.

## Description
Le château est entouré d'un double fossé en eau circulaire. Nicolas Mengus précise que les murs du château étaient recouvert de crépi.